# Nemzeti madárfajok listája
Az alábbi lista azokat a madárfajokat tartalmazza, amelyeket egy állam (ideértve a független államokat és a függő területeket is) nemzeti jelképének választott.

## Államok nemzeti madarai

### Európa
|     | Állam                       | Madár neve              | Madár tudományos neve    | Madár képe | Forrás |
| --- | --------------------------- | ----------------------- | ------------------------ | ---------- | ------ |
| 1.  | Albánia                     | Szirti sas              | Aquila chrysaetos        |            | [ 1 ]  |
| 2.  | Andorra                     | Szakállas saskeselyű    | Gypaetus barbatus        |            |        |
| 3.  | Ausztria                    | Füsti fecske            | Hirundo rustica          |            | [ 2 ]  |
| 4.  | Belgium                     | Vörös vércse            | Falco tinnunculus        |            | [ 3 ]  |
| 5.  | Bosznia-Hercegovina         | Szirti sas              | Aquila chrysaetos        |            |        |
| 6.  | Bulgária                    | Fülemüle                | Luscinia megarhynchos    |            |        |
| 7.  | Ciprus                      | Ciprusi poszáta         | Sylvia melanothorax      |            |        |
| 8.  | Csehország                  | Fehér gólya             | Ciconia ciconia          |            |        |
| 9.  | Dánia                       | Bütykös hattyú          | Cygnus olor              |            | [ 4 ]  |
| 10. | Dnyeszter Menti Köztársaság | Nincs nemzeti madárfaj  |                          |            |        |
| 11  | Egyesült Királyság          | Vörösbegy               | Erithacus rubecula       |            | [ 5 ]  |
| 11  | Anglia                      | Nincs nemzeti madárfaj  |                          |            |        |
| 11  | Skócia                      | Szirti sas              | Aquila chrysaetos        |            | [ 6 ]  |
| 11  | Wales                       | Vörös kánya             | Milvus milvus            |            |        |
| 11  | Észak-Írország              | Nincs nemzeti madárfaj  |                          |            |        |
| 11  | Man-sziget                  | Nincs nemzeti madárfaj  |                          |            |        |
| 11  | Alderney                    | Nincs nemzeti madárfaj  |                          |            |        |
| 11  | Guernsey Bailiffség         | Nincs nemzeti madárfaj  |                          |            |        |
| 11  | Jersey Bailiffség           | Nincs nemzeti madárfaj  |                          |            |        |
| 12. | Észak-Ciprus                | Nincs nemzeti madárfaj  |                          |            |        |
| 13. | Észtország                  | Füsti fecske            | Hirundo rustica          |            | [ 7 ]  |
| 14. | Fehéroroszország            | Fehér gólya             | Ciconia ciconia          |            | [ 8 ]  |
| 15. | Feröer                      | Csigaforgató            | Haematopus ostralegus    |            | [ 9 ]  |
| 16. | Finnország                  | Énekes hattyú           | Cygnus cygnus            |            | [ 10 ] |
| 17. | Franciaország               | Gall kakas              | Gallus gallus domesticus |            | [ 11 ] |
| 18. | Gibraltár                   | Barnanyakú szirtifogoly | Alectoris barbara        |            | [ 12 ] |
| 19. | Görögország                 | Kuvik                   | Athene noctua            |            |        |
| 20. | Hollandia                   | Nagy goda               | Limosa limosa            |            | [ 13 ] |
| 21. | Horvátország                | Fülemüle                | Luscinia megarhynchos    |            |        |
| 22. | Izland                      | Északi sólyom           | Falco rusticolus         |            | [ 14 ] |
| 23. | Írország                    | Bíbic                   | Vanellus vanellus        |            | [ 15 ] |
| 24. | Koszovó                     | Nincs nemzeti madárfaj  |                          |            |        |
| 25. | Lengyelország               | Rétisas                 | Haliaeetus albicilla     |            |        |
| 26. | Lettország                  | Barázdabillegető        | Motacilla alba           |            | [ 16 ] |
| 27. | Liechtenstein               | Vörös vércse            | Falco tinnunculus        |            |        |
| 28. | Litvánia                    | Fehér gólya             | Ciconia ciconia          |            | [ 17 ] |
| 29. | Luxemburg                   | Sárgafejű királyka      | Regulus regulus          |            | [ 18 ] |
| 30. | Észak-Macedónia             | Szarka                  | Pica pica                |            |        |
| 31. | Magyarország                | Kerecsensólyom          | Falco cherrug            |            | [ 19 ] |
| 32. | Málta                       | Kék kövirigó            | Monticola solitarius     |            | [ 20 ] |
| 33. | Máltai lovagrend            | Nincs nemzeti madárfaj  |                          |            |        |
| 34. | Moldova                     | Fehér gólya             | Ciconia ciconia          |            |        |
| 35. | Monaco                      | Kis őrgébics            | Lanius minor             |            |        |
| 36. | Montenegró                  | Szirti sas              | Aquila chrysaetos        |            |        |
| 37. | Németország                 | Szirti sas              | Aquila chrysaetos        | \|         |        |
| 38. | Norvégia                    | Vízirigó                | Cinclus cinclus          |            | [ 22 ] |
| 39. | Olaszország                 | Olasz veréb             | Passer italiae           |            | [ 23 ] |
| 40. | Oroszország                 | Kis hattyú              | Cygnus columbianus       |            |        |
| 41. | Portugália                  | Nincs nemzeti madárfaj  |                          |            |        |
| 42. | Románia                     | Rózsás gödény           | Pelecanus onocrotalus    |            |        |
| 43. | San Marino                  | Nincs nemzeti madárfaj  |                          |            |        |
| 44. | Spanyolország               | Ibériai sas             | Aquila adalberti         |            | [ 24 ] |
| 45. | Svájc                       | Nincs nemzeti madárfaj  |                          |            |        |
| 46. | Svédország                  | Fekete rigó             | Turdus merula            |            | [ 25 ] |
| 47. | Szerbia                     | Fakókeselyű             | Gyps fulvus              |            | [ 26 ] |
| 48. | Szlovákia                   | Szirti sas              | Aquila chrysaetos        |            |        |
| 49. | Szlovénia                   | Tengelic                | Carduelis carduelis      |            |        |
| 50. | Ukrajna                     | Fehér gólya             | Ciconia ciconia          |            |        |
| 51. | Vatikán                     | Házi galamb             | Columba livia domestica  |            |        |

### Ázsia
|      | Állam                     | Madár neve                                             | Madár tudományos neve          | Madár képe | Forrás |
| ---- | ------------------------- | ------------------------------------------------------ | ------------------------------ | ---------- | ------ |
| 52.  | Abházia                   | Nincs nemzeti madárfaj                                 |                                |            |        |
| 53.  | Afganisztán               | Szirti sas                                             | Aquila chrysaetos              |            |        |
| 54.  | Azerbajdzsán              | Európai szalakóta                                      | Coracias garrulus              |            |        |
| 55.  | Bahrein                   | Himalájai bülbül                                       | Pycnonotus leucogenys          |            | [ 27 ] |
| 56.  | Banglades                 | Dayal-rigó                                             | Copsychus saularis             |            | [ 28 ] |
| 57.  | Bhután                    | Holló                                                  | Corvus corax                   |            | [ 29 ] |
| 58.  | Brunei                    | Fehérhasú rétisas                                      | Haliaeetus leucogaster         |            |        |
| 59.  | Dél-Korea                 | Koreai szarka                                          | Pica (pica) serieca            |            |        |
| 60.  | Dél-Oszétia               | Nincs nemzeti madárfaj                                 |                                |            |        |
| 61.  | Egyesült Arab Emírségek   | Vándorsólyom                                           | Falco peregrinus               |            |        |
| 62.  | Észak-Korea               | Héja                                                   | Accipiter gentilis             |            | [ 30 ] |
| 63.  | Fülöp-szigetek            | Majomevő sas                                           | Pithecophaga jefferyi          |            | [ 31 ] |
| 64.  | Grúzia                    | Fácán                                                  | Phasianus colchicus            |            |        |
| 65.  | Hegyi-Karabah Köztársaság | Nincs nemzeti madárfaj                                 |                                |            |        |
| 66.  | India                     | Kék páva                                               | Pavo cristatus                 |            | [ 32 ] |
| 67.  | Indonézia                 | Jávai vitézsas                                         | (Nisaetus bartelsi)            |            | [ 33 ] |
| 68.  | Irak                      | Csukár                                                 | Alectoris chuckar              |            | [ 34 ] |
| 69.  | Irán                      | Fülemüle                                               | Luscinia megarhynchos          |            |        |
| 70.  | Izrael                    | Búbos banka                                            | Upupa epops                    |            | [ 35 ] |
| 71.  | Japán                     | Schiller-fácán 1947-ben nevezték ki a nemzet madarának | Phasianus versicolor           |            | [ 36 ] |
| 72.  | Jemen                     | Arábiai aranyszárnyúpinty                              | Rhynchostruthus alienus        |            |        |
| 73.  | Jordánia                  | Sivatagi pirók                                         | Carpodacus synoicus            |            | [ 37 ] |
| 74.  | Kambodzsa                 | Óriásíbisz                                             | Thaumatibis gigantea           |            | [ 38 ] |
| 75.  | Katar                     | Sivatagi sólyom                                        | Falco peregrinus pelegrinoides |            |        |
| 76.  | Kazahsztán                | Szirti sas                                             | Aquila chrysaetos              |            |        |
| 77.  | Kelet-Timor               | Timori zöldgalamb                                      | Treron psittaceus              |            |        |
| 78   | Kína                      | Mandzsu daru (2004 óta)                                | Grus japonensis                |            | [ 39 ] |
| 78   | Hongkong                  | Nincs nemzeti madárfaj                                 |                                |            |        |
| 78   | Makaó                     | Nincs nemzeti madárfaj                                 |                                |            |        |
| 78   | Tibet                     | Nincs nemzeti madárfaj                                 |                                |            |        |
| 79.  | Kirgizisztán              | Nincs nemzeti madárfaj                                 |                                |            |        |
| 80.  | Kuvait                    | Vándorsólyom                                           | Falco peregrinus               |            |        |
| 81.  | Laosz                     | Nincs nemzeti madárfaj                                 |                                |            |        |
| 82.  | Libanon                   | Nincs nemzeti madárfaj                                 |                                |            |        |
| 83.  | Malajzia                  | Orrszarvú madár                                        | Buceros rhinoceros             |            |        |
| 84.  | Maldív-szigetek           | Keleti gerle                                           | Streptopelia orientalis        |            |        |
| 85.  | Mianmar                   | Pávaszemes fácán                                       | Polyplectron bicalcaratum      |            | [ 40 ] |
| 86.  | Mongólia                  | Kerecsensólyom                                         | Falco cherrug                  |            | [ 41 ] |
| 87.  | Nepál                     | Himalájai fényfácán                                    | Lophophorus impejanus          |            | [ 42 ] |
| 88.  | Omán                      | Sivatagi sólyom                                        | Falco peregrinus pelegrinoides |            |        |
| 89.  | Örményország              | Szirti sas                                             | Aquila chrysaetos              |            |        |
| 90.  | Pakisztán                 | Csukár                                                 | Alectoris chukar               |            | [ 43 ] |
| 91.  | Palesztina                | Jerikói nektármadár                                    | Cinnyris oseus                 |            |        |
| 92.  | Srí Lanka                 | Ceyloni tyúk                                           | Gallus lafayetii               |            | [ 44 ] |
| 93.  | Szaúd-Arábia              | Sivatagi sólyom                                        | Falco peregrinus pelegrinoides |            |        |
| 94.  | Szingapúr                 | Skarlát nektármadár                                    | Aethopyga siparaja             |            | [ 45 ] |
| 95.  | Szíria                    | Tarvarjú                                               | Geronticus eremita             |            |        |
| 96.  | Tádzsikisztán             | Nincs nemzeti madárfaj                                 |                                |            |        |
| 97.  | Tajvan                    | Vastagcsőrű kitta                                      | Urocissa caerulea              |            |        |
| 98.  | Thaiföld                  | Hamvas fácán                                           | Lophura diardi                 |            | [ 46 ] |
| 99.  | Törökország               | Szőlőrigó                                              | Turdus iliacus                 |            | [ 47 ] |
| 100. | Türkmenisztán             | Örvös frankolin                                        | Francolinus francolinus        |            |        |
| 101. | Üzbegisztán               | Búbos banka                                            | Upupa epops                    |            |        |
| 102. | Vietnám                   | Tigrisgébics                                           | Lanius tigrinus                |            |        |

### Afrika
|      | Állam                           | Madár neve                      | Madár tudományos neve           | Madár képe | Forrás        |
| ---- | ------------------------------- | ------------------------------- | ------------------------------- | ---------- | ------------- |
| 103. | Algéria                         | Barnanyakú szirtifogoly         | Alectoris barbara               |            |               |
| 104. | Angola                          | Angolai turákó                  | Tauraco erythrolophus           |            | [ 48 ]        |
| 105. | Benin                           | Száheli köviveréb               | Gymnoris dentata                |            |               |
| 106. | Bissau-Guinea                   | Feketenyakú koronásdaru         | Balearica pavonina              |            |               |
| 107. | Botswana                        | Óriástúzok                      | Ardeotis kori                   |            | [ 49 ] [ 50 ] |
| 108. | Burkina Faso                    | Fehérhasú túzok                 | Eupodotis senegalensis          |            |               |
| 109. | Burundi                         | Johnston-turákó                 | Ruwenzorornis johnstoni         |            |               |
| 110. | Comore-szigetek                 | Comore-szigeteki gyümölcsgalamb | Alectroenas sganzini            |            |               |
| 111. | Csád                            | Viola turákó                    | Musophaga violacea              |            |               |
| 112. | Dél-afrikai Köztársaság         | Paradicsomdaru                  | Anthropoides paradisea          |            | [ 51 ]        |
| 113. | Dél-Szudán                      | Lármás rétisas                  | Haliaeetus vocifer              |            |               |
| 114. | Dzsibuti                        | Dzsibuti frankolin              | Pternistis ochropectus          |            |               |
| 115. | Egyenlítői-Guinea               | Fraser-uhu                      | Bubo poensis                    |            |               |
| 116. | Egyiptom                        | Pusztai sas                     | Aquila nipalensis               |            | [ 52 ]        |
| 117. | Elefántcsontpart                | Fehérfülű turákó                | Tauraco leucotis                |            |               |
| 118. | Eritrea                         | Nincs nemzeti madárfaj          |                                 |            |               |
| 119. | Etiópia                         | Etióp szajkó                    | Zavattariornis stresemanni      |            |               |
| 120. | Gabon                           | Gaboni bozotkakukk              | Centropus anselli               |            |               |
| 121. | Gambia                          | Tüskésszárnyú lúd               | Plectropterus gambensis         |            |               |
| 122. | Ghána                           | Szavannasas                     | Aquila rapax                    |            |               |
| 123. | Guinea                          | Sisakos gyöngytyúk              | Numida meleagris                |            |               |
| 124. | Kamerun                         | Barnaszárnyú halkapó            | Pelargopsis amauroptera         |            |               |
| 125. | Kenya                           | villásfarkú szalakóta           | Coracias caudata                |            |               |
| 126. | Kongói Köztársaság              | Nincs nemzeti madárfaj          |                                 |            |               |
| 127. | Kongói Demokratikus Köztársaság | Kongói páva                     | Afropavo congensis              |            |               |
| 128. | Közép-afrikai Köztársaság       | Közönséges strucc               | Struthio camelus                |            |               |
| 129. | Lesotho                         | Déli tarvarjú                   | Geronticus calvus               |            |               |
| 130. | Libéria                         | Barna bülbül                    | Pycnonotus barbatus             |            | [ 37 ]        |
| 131. | Líbia                           | Pusztai sas                     | Aquila nipalensis               |            |               |
| 132. | Madagaszkár                     | Madagaszkári rétisas            | Haliaeetus vociferoides         |            |               |
| 133. | Malawi                          | Szalagosfarkú trogon            | Apaloderma vittatum             |            |               |
| 134. | Mali                            | Dögkeselyű                      | Neophron percnopterus           |            |               |
| 135. | Marokkó                         | Gyémántrozsdafarkú              | Phoenicurus moussieri           |            |               |
| 136. | Mauritánia                      | Arab túzok                      | Ardeotis arabs                  |            |               |
| 137. | Mauritius                       | Mauritiusi vércse               | Falco punctatus                 |            |               |
| 138. | Mayotte                         | Nincs nemzeti madárfaj          |                                 |            |               |
| 139. | Mozambik                        | Nincs nemzeti madárfaj          |                                 |            |               |
| 140. | Namíbia                         | Karmazsin-bozótgébics           | Laniarius atrococcineus         |            | [ 53 ]        |
| 141. | Niger                           | Nincs nemzeti madárfaj          |                                 |            |               |
| 142. | Nigéria                         | Feketenyakú koronásdaru         | Balearica pavonina              |            | [ 54 ]        |
| 143. | Nyugat-Szahara                  | Nincs nemzeti madárfaj          |                                 |            |               |
| 144. | Ruanda                          | Papucscsőrű gólya               | Balaeniceps rex                 |            |               |
| 145. | Réunion                         | Réunioni pápaszemesmadár        | Zosterops borbonicus            |            |               |
| 146. | São Tomé és Príncipe            | São Tomé-i szivárványos-galamb  | Columba malherbii               |            |               |
| 147. | Seychelle-szigetek              | Seychelle-hollópapagáj          | Coracopsis barklyi              |            |               |
| 148. | Sierra Leone                    | Fehértorkú gyurgyalag           | Merops albicollis               |            |               |
| 149. | Szenegál                        | Afrikai kanalasgém              | Platalea alba                   |            |               |
| 150. | Szent Ilona                     | Szent Ilona-szigeti lile        | Charadrius sanctaehelenae       |            | [ 55 ]        |
| 151. | Szomália                        | pompás fényseregély             | Lamprotornis superbus           |            |               |
| 152. | Szomáliföld                     | Nincs nemzeti madárfaj          |                                 |            |               |
| 153. | Szudán                          | Kígyászkeselyű                  | Sagittarius serpentarius        |            |               |
| 154. | Szváziföld                      | Lilasapkás turákó               | Tauraco porphyreolophus         |            | [ 53 ]        |
| 155. | Tanzánia                        | Szürkenyakú koronásdaru         | Balearica regulorum gibbericeps |            |               |
| 156. | Togo                            | Nincs nemzeti madárfaj          |                                 |            |               |
| 157. | Tunézia                         | Futómadár                       | Cursorius cursor                |            |               |
| 158. | Uganda                          | Szürkenyakú koronásdaru         | Balearica regulorum gibbericeps |            | [ 56 ]        |
| 159. | Zambia                          | Lármás rétisas                  | Haliaeetus vocifer              |            | [ 53 ] [ 57 ] |
| 160. | Zimbabwe                        | Lármás rétisas                  | Haliaeetus vocifer              |            | [ 53 ]        |
| 161. | Zöld-foki Köztársaság           | Szürkefejű halkapó              | Halcyon leucocephala            |            |               |

### Észak- és Közép-Amerika
|      | Állam                                 | Madár neve                        | Madár tudományos neve            | Madár képe | Forrás |
| ---- | ------------------------------------- | --------------------------------- | -------------------------------- | ---------- | ------ |
| 162. | Amerikai Egyesült Államok             | Fehérfejű rétisas                 | Haliaeetus leucocephalus         |            | [ 58 ] |
| 163. | Amerikai Virgin-szigetek              | Sárgáscukormadár (1970 óta)       | Coereba flaveola                 |            |        |
| 164. | Anguilla                              |                                   | Zenaida aurita                   |            | [ 59 ] |
| 165. | Antigua és Barbuda                    | Pompás fregattmadár               | Fregata magnificens              |            | [ 60 ] |
| 166. | Aruba                                 | Üregi bagoly                      | Athene cunicularia               |            | [ 61 ] |
| 167. | Bahama-szigetek                       | Karibi flamingó                   | Phoenicopterus ruber             |            | [ 62 ] |
| 168. | Barbados                              | Barna gödény                      | Pelecanus occidentalis           |            |        |
| 169. | Belize                                | Szivárványcsőrű tukán             | Ramphastos sulfuratus            |            | [ 63 ] |
| 170. | Bermuda                               | Bermuda-szigeteki viharmadár      | Pterodroma cahow                 |            | [ 64 ] |
| 171. | Bonaire                               | Karibi flamingó                   | Phoenicopterus ruber             |            |        |
| 172. | Brit Virgin-szigetek                  | Sirató gerle                      | Zenaida macroura                 |            | [ 65 ] |
| 173. | Costa Rica                            | Agyagszínű rigó                   | Turdus grayi                     |            | [ 66 ] |
| 174. | Curaçao                               | Nincs nemzeti madárfaj            |                                  |            |        |
| 175. | Dominikai Közösség                    | Császáramazon                     | Amazona imperialis               |            | [ 67 ] |
| 176. | Dominikai Köztársaság                 | Pálmajáró                         | Dulus dominicus                  |            | [ 68 ] |
| 177. | Salvador                              | Feketetorkú motmot                | Eumomota superciliosa            |            | [ 69 ] |
| 178. | Grenada                               | Grenadai pufókgerle               | Leptotila wellsi                 |            | [ 70 ] |
| 179. | Grönland                              | Nincs nemzeti madárfaj            |                                  |            |        |
| 180. | Guadeloupe                            | Nincs nemzeti madárfaj            |                                  |            |        |
| 181. | Guatemala                             | Quetzal                           | Pharomachrus mocinno             |            | [ 71 ] |
| 182. | Haiti                                 | Rózsáshasú trogon                 | Priotelus roseigaster            |            | [ 72 ] |
| 183. | Honduras                              | Sárgaszárnyú ara                  | Ara macao                        |            | [ 73 ] |
| 184. | Jamaica                               | Piroscsőrű szalagoskolibri        | Trochilus polytmus               |            | [ 74 ] |
| 185. | Kajmán-szigetek                       | Kajmán-szigeteki amazon           | Amazona leucocephala caymanensis |            | [ 75 ] |
| 186. | Kanada                                | Szürke szajkó vagy kanadai szajkó | Perisoreus canadensis            |            | [ 76 ] |
| 187. | Kuba                                  | Kubai trogon                      | Priotelus temnurus               |            | [ 77 ] |
| 188. | Mexikó                                | Bóbitás karakara                  | Polyborus plancus                |            | [ 78 ] |
| 189. | Martinique                            | Nincs nemzeti madárfaj            |                                  |            |        |
| 190. | Montserrat                            | Montserrati trupiál               | Icterus oberi                    |            | [ 79 ] |
| 191. | Nicaragua                             | Feketetorkú motmot                | Eumomota superciliosa            |            | [ 80 ] |
| 192. | Panama                                | Hárpia                            | Harpia harpyja                   |            | [ 81 ] |
| 193. | Puerto Rico                           |                                   | Spindalis portoricensis          |            | [ 82 ] |
| 194. | Saint-Barthélemy                      | Nincs nemzeti madárfaj            |                                  |            |        |
| 195. | Saint Kitts és Nevis                  | Barna gödény                      | Pelecanus occidentalis           |            | [ 83 ] |
| 196. | Saint Lucia                           | Kékmaszkos amazon                 | Amazona versicolor               |            |        |
| 197. | Saint-Martin                          | Barna gödény                      | Pelecanus occidentalis           |            |        |
| 198. | Saint-Pierre és Miquelon              | Nincs nemzeti madárfaj            |                                  |            |        |
| 199. | Saint Vincent és a Grenadine-szigetek | Királyamazon                      | Amazona guildingii               |            | [ 84 ] |
| 200. | Sint Maarten                          | Nincs nemzeti madárfaj            |                                  |            |        |
| 201. | Trinidad és Tobago                    | Skarlátbatla                      | Eudocimus ruber                  |            | [ 85 ] |
| 201. |                                       | Vöröstorkú erdeityúk              | Ortalis ruficauda                |            | [ 85 ] |
| 202. | Turks- és Caicos-szigetek             | Barna gödény                      | Pelecanus occidentalis           |            |        |

### Dél-Amerika
|      | Állam                                  | Madár neve                 | Madár tudományos neve     | Madár képe | Forrás |
| ---- | -------------------------------------- | -------------------------- | ------------------------- | ---------- | ------ |
| 203. | Argentína                              | Közönséges fazekasmadár    | Furnarius rufus           |            | [ 86 ] |
| 203. |                                        | Barátpapagáj               | Myiopsitta monachus       |            |        |
| 204. | Bolívia                                | Andoki kondor              | Vultur gryphus            |            | [ 87 ] |
| 205. | Brazília                               | Rozsdáshasú rigó           | Turdus rufiventris        |            | [ 88 ] |
| 206. | Chile                                  | Andoki kondor              | Vultur gryphus            |            | [ 89 ] |
| 207. | Déli-Georgia és Déli-Sandwich-szigetek | Nincs nemzeti madárfaj     |                           |            |        |
| 208. | Ecuador                                | Andoki kondor              | Vultur gryphus            |            | [ 90 ] |
| 209. | Falkland-szigetek                      | Nincs nemzeti madárfaj     |                           |            |        |
| 210. | Francia Guyana                         | Nincs nemzeti madárfaj     |                           |            |        |
| 211. | Guyana                                 | Hoacin                     | Opisthocomus hoazin       |            | [ 91 ] |
| 212. | Kolumbia                               | Andoki kondor              | Vultur gryphus            |            | [ 92 ] |
| 213. | Paraguay                               | Kopasznyakú harangozómadár | Procnias nudicollis       |            | [ 93 ] |
| 214. | Peru                                   | Vörös szirtimadár          | Rupicola peruvianus       |            | [ 94 ] |
| 215. | Suriname                               |                            | Philohydor lictor         |            |        |
| 216. | Uruguay                                | Pampabíbic                 | Vanellus chilensis        |            |        |
| 217. | Venezuela                              | Fehérszárnyú trupiál       | Icterus icterus (turpial) |            | [ 95 ] |

### Ausztrália és Óceánia
|      | Állam                   | Madár neve                       | Madár tudományos neve     | Madár képe | Forrás |
| ---- | ----------------------- | -------------------------------- | ------------------------- | ---------- | ------ |
| 218. | Amerikai Szamoa         | Nincs nemzeti madárfaj           |                           |            |        |
| 219. | Ausztrália              | Emu                              | Dromaius novaehollandiae  |            | [ 96 ] |
| 220. | Cook-szigetek           | Nincs nemzeti madárfaj           |                           |            |        |
| 221. | Északi-Mariana-szigetek | Mariana-szigeteki gyümölcsgalamb | Ptilinopus roseicapilla   |            |        |
| 222. | Fidzsi-szigetek         | Galléros pálmalóri               | (Phigys solitarius)       |            |        |
| 223. | Francia Polinézia       | Tahiti gyümölcsgalamb            | Ptilinopus purpuratus     |            |        |
| 224. | Guam                    | Guami guvat                      | Gallirallus owstoni       |            |        |
| 225. | Karácsony-sziget        | Karácsony-szigeti trópusimadár   | Phaethon lepturus fulvus  |            |        |
| 226. | Kiribati                | Pompás fregattmadár              | Fregata magnificens       |            |        |
| 227. | Sablon:Lord Howe-sziget | Barna bozótguvat                 | Hypotaenidia sylvestris   |            |        |
| 228. | Marshall-szigetek       | Nincs nemzeti madárfaj           |                           |            |        |
| 229. | Mikronézia              | Nincs nemzeti madárfaj           |                           |            |        |
| 230. | Nauru                   | Szalagos fregattmadár            | Fregata minor             |            |        |
| 231. | Niue                    | Nincs nemzeti madárfaj           |                           |            |        |
| 232. | Norfolk-sziget          | Norfolki kecskepapagáj           | Cyanoramphus cookii       |            |        |
| 233. | Palau                   | Palaui gyümölcsgalamb            | Ptilinopus pelewensis     |            |        |
| 234. | Pápua Új-Guinea         | Raggi-paradicsommadár            | Paradisaea raggiana       |            | [ 97 ] |
| 235. | Pitcairn-szigetek       | Nincs nemzeti madárfaj           |                           |            |        |
| 236. | Salamon-szigetek        | Fémfényű galamb                  | Columba vitiensis         |            |        |
| 237. | Szamoa                  | Fogasgalamb                      | Didunculus strigirostris) |            |        |
| 238. | Tokelau-szigetek        | Nincs nemzeti madárfaj           |                           |            |        |
| 239. | Tonga                   | Tongai ásótyúk                   | Megapodius pritchardii    |            |        |
| 240. | Tuvalu                  | Bütykös császárgalamb            | Ducula pacifica           |            |        |
| 241. | Új-Kaledónia            | Kagu                             | Rhynochetos jubatus       |            |        |
| 242. | Új-Zéland               | Északi-szigeti barna kivi        | Apteryx mantelli          |            | [ 98 ] |
| 243. | Vanuatu                 | Vanuatui ásótyúk                 | Megapodius layardi        |            |        |
| 244. | Wallis és Futuna        | Nincs nemzeti madárfaj           |                           |            |        |

Ezeken kívül az  Amerikai Egyesült Államok,  Ausztrália,  Brazília,  India államainak, valamint  Kína,  Indonézia,  Japán,  Malajzia,  Pakisztán,  Spanyolország tartományainak is vannak saját nemzeti madaraik, ahogy  Kanada összes államának és területének is, bár magának a kanadai államnak nincs.

## Államok, melyeknek nincs nemzeti madaruk
A következő államoknak és függő területeknek nincs választott nemzeti madaruk:
- Man-sziget,  Guernsey Bailiffség,  Jersey Bailiffség,  Portugália,  San Marino,  Svájc,  Koszovó,  Dnyeszter Menti Köztársaság,  Észak-Ciprus
- Abházia,  Dél-Oszétia,  Libanon,  Kirgizisztán,  Tádzsikisztán,  Laosz,  Hongkong,  Makaó
- Nyugat-Szahara,  Niger,  Togo,  Kongói Köztársaság,  Eritrea,  Szomáliföld,  Mozambik,  Mayotte,   Réunion,  Brit Indiai-óceáni Terület
- Grönland,  Saint-Pierre és Miquelon,  Barbados,  Guadeloupe,  Martinique,  Saint-Barthélemy,  Curaçao,  Sint Maarten,  Saint-Martin,  Francia Guyana Francia Guyana,  Falkland-szigetek,  Déli-Georgia és Déli-Sandwich-szigetek
- Mikronézia,  Marshall-szigetek,  Amerikai Szamoa,  Wallis és Futuna,  Cook-szigetek,  Niue,  Tokelau-szigetek,  Pitcairn-szigetek,

## Fordítás
- Ez a szócikk részben vagy egészben  a   List of national birds című angol Wikipédia-szócikk fordításán alapul.  Az eredeti cikk szerkesztőit annak laptörténete sorolja fel. Ez a jelzés csupán a megfogalmazás eredetét és a szerzői jogokat jelzi, nem szolgál a cikkben szereplő információk forrásmegjelöléseként.